# 貝爾納·查雷利
貝爾納·查雷利（法語：Bernard Chiarelli，1934年2月24日—2024年11月17日）是一名法國前足球運動員，司職中場。
查雷利曾在華倫西恩斯受訓，在那裡效力九個賽季後，於1956年升至法甲比賽。這名中場球員甚至加入法國隊，當時是唯一一名在法乙球隊效力的球員。他的表現使他贏得參與1958年瑞典世界盃的機會。回國後，他創下當時最高轉會費的轉會，轉會至朗斯，並在法甲比賽了一年。其後轉會至法乙球會里爾繼續三年的職業生涯，再回歸法甲在色當阿登效力兩個賽季。
1958年，查雷利代表法國國家隊對戰瑞士的比賽出場一次，就入選1958年瑞典世界盃的法國隊大軍，法國隊獲得季軍，但查雷利並沒有在任何比賽中上陣。

## 榮譽
- 世界盃 季軍：1958年[1]

## 外部鏈接
- BERNARD CHIARELLI （页面存档备份，存于）於法國足球總會（法語）
- 法国足球协会上的 貝爾納·查雷利 （法文） 存档于webarchive.org.